# Paul Landers
Paul Landers, nascido como Heiko Paul Hiersche (Berlim, 9 de dezembro de 1964), é um músico alemão, membro da banda de metal industrial Rammstein.
Em 1984 Paul casou com Nikki Landers e foi nesse momento que adotou o seu sobrenome; tiveram um filho em 1995, cujo nome é Erni Landers. Depois se divorciaram e desde então ele teve a guarda dela. Morou com Christian Lorenz em Berlim durante muitos anos.
Nasceu prematuro, dois meses antes do previsto, motivo pelo qual quase morreu. O seu nome verdadeiro é "Heiko Paul", mas mudou para "Paul" para homenagear seu pai. Seus pais divorciaram-se, sendo que a sua mãe voltou a casar. Devido ao mau relacionamento com o padrasto, aos 16 anos saiu de casa e foi morar com Christian Lorenz em Berlim.
Seu primeiro grupo foi Feeling B. e Die Firma. Quando mais novo, teve aulas de violino clássico, piano e de guitarra. Pratica ginástica desde os 13 anos. Trabalhou numa biblioteca.